# World Outgames
De World Outgames is een internationaal sportevenement dat sinds 2006 gehouden wordt. Het wordt georganiseerd vanuit de homogemeenschap en de deelnemers zijn overwegend homoseksuele mannen en vrouwen, hoewel het evenement openstaat voor iedereen, ongeacht seksuele voorkeur. De World Outgames moeten niet worden verward met de al langer bestaande Gay Games.

## Ontstaan

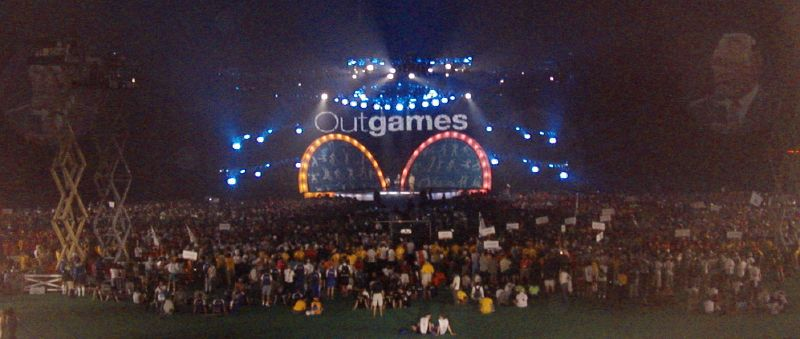
Opening van de eerste World Outgames in Montreal, 2006

De zevende editie van de Gay Games zouden in 2006 in Montreal gehouden worden, maar door onenigheid trok de Federation of Gay Games (FGG) in 2004 de licentie voor Montreal terug en werden de Gay Games VII in Chicago gehouden. Omdat de voorbereidingen in Montreal al in volle gang waren, werd besloten om er een nieuw evenement voor in het leven te roepen en er tevens een wat meer politieke boodschap aan te verbinden. Dit werden de eerste World Outgames. 
Deze eerste editie vond plaats van 29 juli tot 5 augustus 2006 en er namen 10.248 atleten aan deel. Daarnaast was er een internationale conferentie over lgbt-rechten, waaraan zo'n 1500 mensen deelnamen. Deze evenementen werden ondersteund door ca. 5200 vrijwilligers. Financieel waren de eerste World Outgames echter geen succes, want de organisatie bleef achter met een tekort van 5,3 miljoen Canadese dollars, waardoor veel leveranciers niet betaald konden worden. 

## Overzicht van World Outgames
| Editie | Jaar | Locatie                 |
| ------ | ---- | ----------------------- |
| I      | 2006 | Montreal, Canada        |
| II     | 2009 | Kopenhagen, Denemarken  |
| III    | 2013 | Antwerpen, België       |
| IV     | 2017 | Miami, Verenigde Staten |